# Zwuschwitz

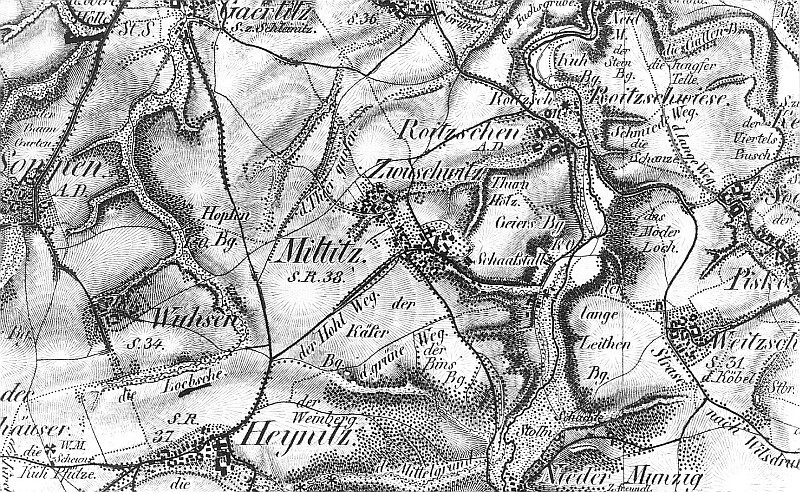
Zwuschwitz, Miltitz und seine Nachbarorte auf einer Karte aus dem 19. Jahrhundert

Zwuschwitz ist ein Dorf in der Gemeinde Klipphausen im Landkreis Meißen, Sachsen. Es gehört zum Ortsteil Miltitz.

## Geographie
Zwuschwitz liegt im Meißner Hochland zwischen Nossen und Meißen im Nordwesten der Gemarkung Miltitz. Das Dorf ist mit Miltitz, dessen Ortskern nur reichlich 300 Meter südöstlich liegt, baulich zusammengewachsen. Zwuschwitz bildet gemeinsam mit Miltitz unter dessen Namen einen Ortsteil der Gemeinde Klipphausen. Der platzartige Bauernweiler liegt auf der Hochfläche westlich der Triebisch. Der alte Dorfkern mit seinen fünf Vierseithöfen befindet sich entlang der Straße „Bauernhöhe“. Nächster Ort in nordwestlicher Richtung ist Krögis, Gemeinde Käbschütztal, mit dem Zwuschwitz durch die Krögiser Straße verbunden ist. Der Lugaer Weg führt ins nördlich benachbarte Luga.

## Geschichte
Zwuschwitz ist wie Miltitz ein Dorf mit einem aus dem Altsorbischen stammenden Namen, der vom Lokatornamen „Svoš“ abzuleiten ist. Erstmals erwähnt wurde es 1334 als „Zcwoswicz“ bzw. „Zwoswicz“. Im Jahr 1466 hieß es „Swuschewicz“, 1539 dann „Zschuschwitz“. Die heutige Schreibweise tauchte unter anderem 1551 und 1791 auf. Eingepfarrt war Zwuschwitz seit der Reformation nach Miltitz. Die Herren des dortigen Ritterguts, anfangs Angehörige des Adelsgeschlechts Miltitz, übten auch die Grundherrschaft in Zwuschwitz aus. Die Bevölkerung besrand 1551 aus acht besessenen Mann und zehn Inwohnern. Seither wurden von offizieller Seite keine separaten Einwohnerzahlen mehr erfasst (siehe Miltitz), da das Dorf im 16. Jahrhundert mit Miltitz zusammenwuchs. Als Miltitz auf Grundlage der Landgemeindeordnung von 1838 seine Selbstständigkeit als Landgemeinde erlangte, war Zwuschwitz folglich von Beginn an dessen Ortsteil. Durch den Zusammenschluss von Miltitz mit Burkhardswalde-Munzig und Garsebach am 1. März 1994 wurde Zwuschwitz Teil der neuen Gemeinde Triebischtal. Diese ist am 1. Juli 2012 in der Gemeinde Klipphausen aufgegangen.